# Уникат (пројектни узорак)
У софтверском инжењерству, уникат (енгл. singleton) је пројектни узорак којим се обезбеђује да класа има само једну инстанцу. Ово је корисно када је тачно један објекат потребан да координише акције у систему. Овај концепт се некад генерализује на целе системе који раде ефикасније када постоји само један објекат, или на ограничавање инстанцирања, не на један, него на тачно одређен број објеката (нпр. пет). Овај пројектни узорак неки сматрају и антиузорком јер се превише користи, уноси непотребна ограничења када само једна инстанца класа уопште ни није потребна и уноси глобално стање у програм.

## Опште употребе
- Пројектни узорци апстрактне фабрике, градитеља и прототипа могу да користе уникат у њиховим имплементацијама.
- Објекти фасаде су најчешће уникати јер је углавном потребан само један објекат фасаде.
- Објекти који чувају стање су често уникати.
- Уникати се углавном преферирају у односу на глобалне променљиве јер:
  - Не загађују глобални именски простор (а у језицима који имају именске просторе, простор у коме су садржани) непотребним променљивама.[7]
  - Омогућавају лењу алокацију и иницијализацију док глобалне променљиве у многим језицима увек заузимају ресурсе, коришћене или не.

## Имплементација
Имплементација уникат пројектног узорка мора да задовољи услов да се не може направити више од једне инстанце једне исте класе, као и услов да приступ тој инстанци буде глобално доступан. Потребан је и механизам приступа чланицама уникатне класе без креирања нове инстанце уколико она већ не постоји. Уколико инстанца већ постоји, потребно је само вратити референцу на њу. Да би се осигурало да се објекат не може инстанцирати на неки други начин, обично се конструктор прави да буде заштићен (не и приватан, јер поновна употреба или јединични тестови могу тражити приступ конструктору). Приметити разлику између обичне статичке инстанце класе и униката: иако се уникат може имплементирати као статичка инстанца, такође се може и лењо иницијализовати, тј. тако да не захтева никакве меморијске или друге ресурсе док они не буду стварно потребни. Друга битна разлика је да статичке класе не могу да имплементирају интерфејс, осим ако тај интерфејс није обичан маркер. Тако да, ако класа мора да изложи неки уговор кроз интерфејс, мора се користити уникат пројектни узорак, а не статичка инстанца.
Уникат пројектни узорак се мора пажљиво правити у апликацијама које користе више нити. Уколико две нити у исто време покушају да позову методу инстанцирања уникатне класе која још не постоји, обе морају да провере постојање инстанце униката, а онда само једна од те две нити треба да креира инстанцу. Ако програмски језик има могућности конкурентне обраде, овај метод треба бити тако написан да се користи операција узајамног искључивања (енгл. mutually exclusive). Класично решење је да се користи узајамно искључивање над класом која указује да је објекат униката инстанциран.

## Примери имплементација

### Јава
Сва решења изнета овде за програмски језик Јаву су нитно безбедна, али се разликују у подржаним верзијама језика и по томе да ли имају лењу иницијализацију.

#### Стандардни прости начин
Ово решење је нитно безбедно без додатних језичких конструкција, али не обезбеђује лењу иницјализацију. Променљива INSTANCE се креира чим се класа Singleton инстанцира(језик: енглески). Ово може бити много пре него што се позове метода getInstance(), на пример када се позове нека друга статичка метода класе. Ако лења иницијализација није потребна или је свеједно када ће се инстанца креирати, или ваша класа нема других статичких чланица или метода који могу случајно да креирају инстанцу класе, онда се може користити следеће решење:
```
 
public
 
class
 
Singleton
 
{

   
private
 
static
 
final
 
Singleton
 
INSTANCE
 
=
 
new
 
Singleton
;

   

   
// privatni konstruktor zabranjuje instanciranje iz drugih klasa

   
private
 
Singleton

 
{}

   
public
 
static
 
Singleton
 
getInstance

 
{

      
return
 
INSTANCE
;

   
}

 
}

```

#### Решење Била Пуга
Истраживач Бил Пуг са Универзитета у Мериленду је истраживао уникат пројектни узорак у Јави и проблеме са њим. Пугови напори на превазилажењу проблема двоструког испитивања при закључавању (енгл. Double-checked locking) су довели до промене меморијског модела у Јави 5 и општег начина имплементације униката у Јави. Техника овде искоришћена ради у свим верзијама Јаве. Она претпоставља да важе гаранције које даје спецификација Јава језика у вези иницијализације класа и, сходно томе ће радити на свим преводиоцима и виртуалним машинама сагласним са спецификацијама Јава језика.
Унутрашња класа се референцира тек у тренутку када се позове метода getInstance() и не пре тога. Према томе, ово решење је нитно безбедно без захтевања употребе специјалних језичких кострукција (нпр. кључних речи volatile или synchronized).
```
 
public
 
class
 
Singleton
 
{

   
// privatni konstruktor zabranjuje instanciranje iz drugih klasa

   
private
 
Singleton

 
{}

   

   
/**

    * SingletonHolder is ucitava na prvi poziv Singleton.getInstance() 

    * ili prvi pristup promenljivoj SingletonHolder.INSTANCE, nikad pre toga

    */

   
private
 
static
 
class
 
SingletonHolder
 
{
 

     
private
 
static
 
final
 
Singleton
 
INSTANCE
 
=
 
new
 
Singleton
;

   
}

   

   
public
 
static
 
Singleton
 
getInstance

 
{

     
return
 
SingletonHolder
.
INSTANCE
;

   
}

 
}

```

### C++
```
//

// unikat koji nije nitno bezbedan

//

class
 
CMySingleton

{

public
:

  
static
 
CMySingleton
&
 
Instance


  
{

    
static
 
CMySingleton
 
singleton
;

    
return
 
singleton
;

  
}

// ostale nestaticke funkcije clanice

private
:

  
CMySingleton

 
{}
                                  
// privatni konstruktor

  
~
CMySingleton

 
{}

  
CMySingleton
(
const
 
CMySingleton
&
);
                 
// zabranjujemo konstruktor kopije

  
CMySingleton
&
 
operator
=
(
const
 
CMySingleton
&
);
      
// zabranjujemo dodeljivanje

};

```

```
// Datoteka zaglavlja (.h)

//

// Nitno bezbedni unikat. Verzija 1.

//

class
 
Singleton

{

private
:
 

  
static
 
Singleton
 
*
_instance
;

  
static
 
void
 
createInstance
;

  
Singleton

 
{}

  
~
Singleton

 
{}
 

  
Singleton
(
const
 
Singleton
 
&
);

  
Singleton
 
&
 
operator
=
(
const
 
Singleton
 
&
);

  

public
:

  
static
 
Singleton
 
&
getInstance
;

};

// Datoteka izvornog koda (.cpp)

//

// Ovo zaglavlje je potrebno samo da se pokaze da je potrebno ovako nesto kada

// se radi sa sinhronizacionim primitivama u visenitnom programiranju.

// Zameniti sa odgovorajacim zaglavljem.

#include
 
<SyncronizationPrimitives.h>

// Koristimo anonimni imenski prostor da smanjimo kompleksnost u Singleton.h zaglavlju

namespace
 

{
 

  
Mutex
 
instanceMutex
;
 

};

// Inicijalizacija statickog clana

Singleton
*
 
Singleton
::
_instance
 
=
 
NULL
;

// Staticki kreiramo instancu. Usput se uveravamo i da ce destruktor biti pozvan kada aplikacija zavrsi sa radom.

void
 
Singleton::createInstance


{

  
static
 
Singleton
 
singletonInstance
;

  
_instance
 
=
 
&
singletonInstance
;

}

Singleton
 
&
getInstance


{

  
// Zasticeni deo koda ispod se moze izvrsiti i bez zakljucavanja

  
// proveravanjem uslova "if (!_instance)" i tako se moze dobiti

  
// znacajno ubrzanje koda, ali ova tehnika dvostrukog zakljucavanja

  
// nije pouzdana, i u nekim retkim situacijama, u zavisnosti od

  
// procesora, kompajlera, nivoa optimizacije i tajminga, program

  
// moze da se ponasa cudno. Sa druge strane, mozda vam ovo bude dovoljno

  
// dobro za proveru kada izvagate pouzdanosti i performanse.

  
if
 
(
true
)

  
{

    
// Pretpostavljamo da imamo nacin zakljucavanja mutex-a u konstruktoru

    
// i otkljucavanja istog u desktruktoru

    
ScopedLock
 
guard
(
instanceMutex
);

    

    
if
 
(
!
_instance
)

      
createInstance
;

  
}

  

  
return
 
_instance
;

}

```

```
// Datoteka zaglavlja (.h)

//

// Nitno bezbedni unikat. Verzija 2.

//

// Ova verzija izgleda jako prosta, ali ima par napomena. Prvo, ako

// unikat postoji u nekoj biblioteci, korisnici te biblioteke ce dobiti

// instancu unikata, hteli to oni ili ne.

//

// Drugo je slucaj statickih zavisnosti na datoteke. Pretpostavimo da je

// unikat neki faktor tipa BaseType i da implementira metodu create.

// Sledeca upotreba dovodi do nedefinisanog ponasanja posto je redosled

// inicijalizacije statickih promenljivih datoteka nedeterministicki

// 

// namespace { const BaseType * const fileStaticVariable = Singleton::getInstance().create(); }

//

class
 
Singleton

{

private
:
 

  
static
 
Singleton
 
_instance
;

  
Singleton

 
{}

  
~
Singleton

 
{}
 

  
Singleton
(
const
 
Singleton
 
&
);

  
Singleton
 
&
 
operator
=
(
const
 
Singleton
 
&
);

  

public
:

  
static
 
Singleton
 
&
getInstance
;

};

// Datoteka izvornog koda (.cpp)

//

// Inicijalizacija statickih clanova

//

Singleton
 
Singleton
::
_instance

```

### C#
```
/// <summary>

/// Nitno bezbedna implementacija unikta gde se instanca kreira na prvi poziv

/// </summary>

public
 
sealed
 
class
 
Singleton

{

    
private
 
static
 
Singleton
 
_instance
 
=
 
new
 
Singleton
;

    
private
 
Singleton

 
{
 
}

    
public
 
static
 
Singleton
 
Instance

    
{

        
get

        
{

           
return
 
_instance
;

        
}

    
}

}

```

### Руби
```
class
 
Klass

 
include
 
Singleton

end

```

### Пајтон
```
class
 
Singleton
(
type
):

    
def
 
__init__
(
cls
,
 
name
,
 
bases
,
 
dict
):

        
super
(
Singleton
,
 
cls
)
.
__init__
(
name
,
 
bases
,
 
dict
)

        
cls
.
instance
 
=
 
None

    
def
 
__call__
(
cls
,
 
*
args
,
 
**
kw
):

        
if
 
cls
.
instance
 
is
 
None
:

            
cls
.
instance
 
=
 
super
(
Singleton
,
 
cls
)
.
__call__
(
*
args
,
 
**
kw
)

        
        
return
 
cls
.
instance

class
 
MyClass
(
object
):

    
__metaclass__
 
=
 
Singleton

print
 
MyClass


print
 
MyClass


```

### Пајтон (коришћењем декоратора)
```
def
 
singleton
(
cls
):

    
instances
 
=
 
{}

    
def
 
getinstance
:

        
if
 
cls
 
not
 
in
 
instances
:

            
instances
[
cls
]
 
=
 
cls


        
return
 
instances
[
cls
]

    
return
 
getinstance

@singleton

class
 
MyClass
:

    
...

```

### 
```
final
 
class
 
Singleton
 

{

    
protected
 
static
 
$_instance
;

    
private
 
function
 
__construct

 
# ne dozvoljavamo eksplicitni poziv konstruktora! (na primer $v = new Singleton())

    
{
 
}

    
private
 
function
 
__clone

 
# ne dozvoljavamo kloniranje unikata (na primer $x = clone $v)

    
{
 
}

    
public
 
static
 
function
 
getInstance

 
    
{

      
if
(
self
::
$_instance
 
===
 
NULL
)
 
{

        
self
::
$_instance
 
=
 
new
 
self
;

      
}

      
return
 
self
::
$_instance
;

    
}

}

$instance
 
=
 
Singleton
::
getInstance
;

```

## Недостаци
Треба нагласити да овај узорак чини јединично тестирање много тежим јер уноси глобално стање у програм.
Такође треба нагласити да овај узорак смањује потенцијал паралелизације програма јер приступ уникату у вишенитним контекстима мора бити серијализован (нпр. закључавањем).
Заговорници инјекције зависности (енгл. dependency injection) сматрају да је уникат антиузорак због коришћења приватних и статичких метода.
Предложени су и начини разбијања узорка коришћењем техника као што је рефлексија у Јави.